# 七和卓之亂
七和卓之亂，是清道光二十七年（1847年）流亡於浩罕汗國的白山派和卓後裔入侵清朝新疆的事件。19世紀的文獻認為，這次入侵以邁買的明（Muḥammad Emīn）、倭里罕（Walī Khān）、阿布都拉（ʿAbd ul-Lāh）、塔瓦克爾（Tawakkul Khan）、薩比爾、阿克恰甘、依山（Īshān）七人為首，七人皆為和卓波羅尼都後裔、邁瑪特玉素普的子侄，故稱“七和卓之亂”。現代研究認為，所謂的“七和卓”實際上只有三人是真正的和卓後裔。
卡塔條勒等人在浩罕伯克胡達雅爾的支持下，帶領浩罕軍隊和布魯特部落入侵新疆西南部，攻佔了喀什噶爾回城，並一度包圍喀什噶爾漢城和英吉沙爾。大清朝廷調兵南下後，在英吉沙爾附近擊潰七和卓，隨即收復喀什噶爾回城。卡塔條勒等人逃回浩罕境內。浩罕軍隊撤離時，裹挾喀什噶爾附近居民37000餘人遷往浩罕，並掠走大量財物。胡達雅爾伯克收繳了掠奪的財物後，將卡塔條勒拘押，並遣使向清廷辯解自己與入侵行動無關。從卡塔條勒等人侵入邊界到其逃回浩罕，共歷時三個月。

## 背景
和卓家族源於中亞的伊斯蘭教蘇菲派領袖瑪哈圖木·阿雜木。瑪哈圖木·阿雜木的後裔號稱“和卓”，於明代末年遷入葉爾羌（今新疆莎車）、喀什噶爾（今喀什市）等地，分為黑山派和白山派。清乾隆年間，白山派和卓波羅尼都、霍集占兄弟擁兵反叛，被清軍平定，史稱“大小和卓之亂”。此後，波羅尼都之子薩木薩克流亡於布哈爾、浩罕一帶，有三子：玉素普、張格爾、巴布頂。浩罕伯克認為和卓後裔奇貨可居，將其視為入侵清朝新疆的工具。
道光初年，張格爾、玉素普在浩罕的支持下先後進入新疆西部作亂，皆被清兵平定。浩罕則通過入侵戰爭掠奪了大量財富，並逐步攫取在新疆西部的貿易特權。平定張格爾之亂後，欽差大臣直隸總督那彥成嚴禁新疆與浩罕通商，使浩罕經濟遭受重創。道光十一年（1831年），浩罕遣使議和，並重新開始進貢。清廷爲了換取邊境的安寧，於次年准許重開貿易。此後的十幾年間，雖然軍事行動暫時收斂，但浩罕利用其庇護的和卓後裔侵略新疆的政策並未改變。居住在浩罕的和卓子嗣也長大成人。道光二十五年（1845年），胡雅達爾即任浩罕汗，重新開始糾集和卓後裔並聯合清朝境外的布魯特部落侵擾新疆。
玉素普、張格爾、巴布頂兄弟的子孫很多，幾乎全部住在浩罕。邁買的明（號稱“依山罕”）、阿布都拉（號稱“克齊克罕”（Kichik Khan））是玉素普之子。邁買的明在同輩人中最年長，因此被稱為“卡塔條勒”，意為“大王公”。倭里罕是巴布頂次子。“七和卓之亂”中只有此三人是和卓後裔。其他四人中，只有薩比爾的身份明確，此人是安集延人。塔瓦克爾的身份不明。阿克恰甘是维吾尔语中“白棉袍”之意，并非人名，可能是某人的绰号。而文獻中記載的依山就是卡塔條勒的別號。

## 經過
道光二十七年（1847年）七月底，卡塔條勒等人率騎兵千餘人從浩罕出發，突破新疆邊境的兩處卡倫，到達玉斯圖阿爾圖什（在今阿圖什市），由此向喀什噶爾進發。
以迈买的明、倭里罕为首的七和卓，纠集安集延、布鲁特进犯喀什噶尔、英吉沙尔，攻佔喀什噶爾回城（今喀什市），引水淹灌徠寧城（喀什噶尔汉城）。当时形势十分紧张。清政府命葉爾羌參贊大臣率军征讨，经过了近三个月的时间，平定了这次叛乱。

### 引用
1. ↑  《清代新疆和卓叛亂研究》第八章第二節：關於“七和卓”的人名等問題

### 书目
- 《清史稿》，中華書局點校本
- 譚其驤等，1974，《中國歷史地圖集》，北京：中国地图出版社
- 新疆社会科学院民族研究所，1978，《新疆简史》，乌鲁木齐：新疆人民出版社
- 佐口透著，凌頌純譯，1983，《18-19世紀新疆社會史研究》，烏魯木齊：新疆人民出版社
- 新疆社会科学院历史研究所，1987，《新疆地方历史资料选辑》，北京：人民出版社
- 刘正寅、魏良弢，1998，《西域和卓家族》，北京：中国社会科学出版社
- 費正清、劉廣京編，中国社会科学院历史研究所编译室译，1993，《剑桥中国晚清史》，北京：中国社会科学出版社
- 马大正，2006，《新疆史鉴》，乌鲁木齐：新疆人民出版社